# اعتراضات ۱۳۹۱ بازار تهران
اعتراضات بازار در مهر ۱۳۹۱ اعتراضاتی بود که در ۱۲ مهر ۱۳۹۱ در بازار تهران و مناطق اطراف آن صورت گرفت.

## پیش زمینه
در پی اوج گرفتن بحران ارز، نخستین اعتراض‌ها در پایتخت ایران دیده شد. بحران ارز اقتصاد ایران را متأثر ساخته و مبادلات تجاری را فلج کرد.
التهابات شدید ارزی باعث شد تا قیمت دلار از ۲۲۰۰ تومان تا نزدیک به ۴۰۰۰ تومان نوسان کند. این نوسانات شدید عملاً خرید و فروش کالا را غیرممکن کرده‌است.
به گزارش سایت بازتاب، در ۱۱ مهر ۱۳۹۱ ظاهراً با تزریق ارز به بازار توسط بانک مرکزی، ابتدا قیمت ارز از ۴۰۰۰ تومان به ۳۲۰۰ تومان سقوط کرد، اما با سخنان محمود احمدی‌نژاد در کنفرانس خبری، بار دیگر به ۳۶۰۰ تومان افزایش یافت.

## اعتراضات
بخش‌های بزرگی از بازار تهران در ۱۲ مهر ۱۳۹۱ تعطیل بود و در خیابان‌های اطراف آن و بعضی خیابان‌های مرکزی شهر تجمعاتی در اعتراض به بی‌ثباتی اقتصادی و سقوط ارزش پول ملی برگزار شد که برخورد نیروهای پلیس را به دنبال داشت.
به گزارش خبرگزاری‌های ایران، پلیس تعدادی از معترضان را بازداشت کرد. خبرگزاری مهر نوشته که پلیس همچنین «دو تبعه یکی از کشورهای اروپایی» را دستگیر کرده‌است که به نوشته این خبرگزاری «با ظاهر توریست مشغول جمع‌آوری اخبار بوده‌اند».
سایت کلمه، از برخورد «بسیار خشن» نیروهای پلیس و لباس شخصی با تجمع کنندگان خبر داد. سایت‌های خبری مانند سایت کلمه و خبرگزاری فرانسه گزارش دادند که تعداد قابل توجهی از کسبه و بازاریان در خیابان‌های فردوسی، منوچهری، ناصر خسرو، و اطراف بازار تهران تجمع کردند و علیه دولت شعار دادند. این سایت از حضور گارد ضد شورش، نیروهای پلیس و لباس شخصی و دستگیری عده‌ای خبر داد.
نیروهای پلیس ضد شورش در تهران نیز با گروهی از مردم که در اعتراض به سقوط شدید ارزش ریال تجمع کرده بودند، برخورد کردند. شاهدان می‌گویند پلیس ضد شورش در مرکز تهران گاز اشک آور شلیک کرد، با معترضان درگیر شد، و تعدادی از فعالان بازار ارز را بازداشت کرد.
به نوشته خبرگزاری ایلنا، خلیل هلالی رئیس پلیس اماکن «در ارتباط با انتشار اخباری مبنی بر اعتصاب و اعتراض امروز واحدهای صنفی در تهران» گفته‌است: «بنا بر گزارش دریافتی یک جمعیت محدود روانه بازار شدند و شعارهایی داده‌اند ولی هنوز خبری از تعطیلی بازار نیست.» وی در عین حال هشدار داد: «اگر تعطیلی جهت اختلال در امور اقتصادی صورت گرفته باشد با تأیید مرجع قضایی، نیروی انتظامی این واحدها را پلمپ می‌کند.»
اظهارات هلالی، در شرایطی منتشر شده که در تصاویر رسیده از بازار تهران، مغازه‌های متعددی دیده می‌شوند که درهای آن‌ها بسته‌است و احمد کریمی اصفهانی، دبیرکل جامعه اصناف و بازار تهران، در گفتگو با خبرگزاری مهر از «تعطیلی بازار تهران» سخن گفته‌است. سایت کلمه گزارش داده که شهر مشهد نیز شاهد تظاهرات، اعتصاب و اعتراضات مردم به افزایش بی‌رویه قیمت ارز بوده‌است. بنا بر این گزارش، اعتراضات مردم در میدان فردوسی مشهد با دخالت نیروی انتظامی به خشونت کشیده شد.

## شعارها
در این روز معترضان شعارهایی چون «دولت بی‌کفایت/ استعفا، استعفا»، «بازاری باغیرت/ حمایت، حمایت»، «سوریه رو رها کن/ فکری به حال ما کن» ، «نترسید، نترسید/ ما همه با هم هستیم»، «نصر من الله و فتح قریب/ مرگ بر این دولت مردم فریب» و «توپ، تانک، فشفشه/ دلار باید نصف بشه» سر دادند.

## بازداشت شدگان
سایت ندای انقلاب از دستگیری ۱۵۰ نفر در جریان این اعتراضات خبر داد.